# Brahima Cissé
Brahima Cissé (ur. 10 maja 1977) – burkiński piłkarz grający na pozycji obrońcy.

## Kariera klubowa
Karierę piłkarską Cissé rozpoczął w klubie USFA Wagadugu. W 1995 roku zadebiutował w jego barwach w burkińskiej pierwszej lidze. Grał w nim do 2002 roku i wraz z USFA wywalczył mistrzostwo kraju w 1998 roku, a także Puchar Burkiny Faso (2002), Puchar Liderów (1996) i Superpuchar Burkiny Faso (1998, 2000).
W 2002 roku Cissé odszedł z USFA do marokańskiego Maghrebu Fez. Grał w nim przez dwa sezony i w 2004 roku wrócił do USFA.

## Kariera reprezentacyjna
W reprezentacji Burkiny Faso Cissé zadebiutował w 1996 roku. W tym samym roku został powołany do kadry na Puchar Narodów Afryki 1996, jednak nie rozegrał na nim żadnego meczu. W 2000 roku wystąpił w 1 meczu Pucharze Narodów Afryki 2000, z Senegalem (1:3). W 2002 roku był powołany do kadry na Puchar Narodów Afryki 2002. Zagrał na nim w 3 meczach: z Republiką Południowej Afryki (0:0), z Marokiem (1:2) i z Ghaną (1:2). W kadrze narodowej grał do 2003 roku.